# Abbé Luigi (statue à Rome)
Abbé Luigi (romanesco : Abbate Luiggi ; italien : Abate Luigi) est l'une des statues parlantes de Rome. Comme les cinq autres « statues parlantes  », des pasquinate, c'est-à-dire des satires irrévérencieuses se moquant des personnalités publiques, sont affichées à côté d'Abate Luigi aux XIVe et XVe siècles.
La statue est une sculpture romaine tardive d'un homme debout portant la toge, probablement un haut magistrat. Elle est retrouvée lors des fouilles des fondations du Palazzo Vidoni-Caffarelli, près du Théâtre de Pompée. Après avoir été déplacée à divers endroits de Rome, la statue est placée sur la piazza Vidoni depuis 1924, près de son lieu de découverte, sur un mur latéral de la basilique de Sant'Andrea della Valle. Sa tête a été enlevée par plaisanterie à plusieurs reprises. 
L'identité de la personne représentée n'est pas déterminée, elle est nommée d'après un membre du clergé de la chiesa del Sudario. 
Une inscription sur son socle témoigne de la loquacité d'Abate Luigi : 
FUI DELL’ANTICA ROMA UN CITTADINO

ORA ABATE LUIGI OGNUN MI CHIAMA

CONQUISTAI CON MARFORIO E CON PASQUINO

NELLE SATIRE URBANE ETERNA FAMA

EBBI OFFESE, DISGRAZIE E SEPOLTURA

MA QUI VITA NOVELLA E ALFIN SICURA

Je fus de l'ancienne Rome un citadin

maintenant abbé luigi on m'appelle

j’ai conquis avec marforio et avec pasquin

une éternelle renommée dans la satire urbaine

j'eus des offenses, des malheurs et une sépulture

mais ici une vie nouvelle et enfin sûre

## Sources
- (en) Cet article est partiellement ou en totalité issu de l’article de Wikipédia en anglais intitulé « Marforio » (voir la liste des auteurs).

- C. Rendina, « Pasquino statua parlante », Roma ieri, oggi, domani, n° 20, février 1990